# Крешнік Хайрізі
Крешнік Хайрізі (алб. Kreshnik Hajrizi, нар. 28 травня 1999, Сьєр) — швейцарський і косовський футболіст, захисник швейцарського клубу «Лугано».
Виступав, зокрема, за клуби «Янг Бойз 2» та «К'яссо», а також національну збірну Косова.
Володар Кубка Швейцарії.

## Клубна кар'єра
Народився 28 травня 1999 року в місті Сьєр.
У дорослому футболі дебютував 2017 року виступами за команду «Янг Бойз 2», в якій провів два сезони. 
Своєю грою за цю команду привернув увагу представників тренерського штабу клубу «К'яссо», до складу якого приєднався 2019 року. Відіграв за команду з К'яссо наступні два сезони своєї ігрової кар'єри. Більшість часу, проведеного у складі «К'яссо», був основним гравцем захисту команди.
До складу клубу «Лугано» приєднався 2021 року. Станом на 2 червня 2024 року відіграв за команду з Лугано 71 матч в національному чемпіонаті.

## Виступи за збірні
У 2015 році дебютував у складі юнацької збірної Швейцарії (U-17), загалом на юнацькому рівні взяв участь у 12 іграх, відзначившись 2 забитими голами.
Протягом 2018–2020 років залучався до складу молодіжної збірної Косова. На молодіжному рівні зіграв у 8 офіційних матчах.
У 2022 році дебютував в офіційних матчах у складі національної збірної Косова.

## Титули і досягнення
- Володар Кубка Швейцарії (1):

«Лугано»: 2021-2022